# Lysets hjerte
Lysets hjerte er en dansk/grønlandsk film fra 1998. Det er den første store nutidige film, der er indspillet på grønlandsk.
Man ser Rasmus Lyberth i den store hovedrolle og bl.a. Asger Reher og Henrik Larsen i de danske roller.
Filmen er instrueret af Jacob Grønlykke, der sammen med Hans Anthon Lynge har skrevet manuskriptet.

## Handling
Filmen handler om en grønlandsk familie og deres problemer, efter at familiens ældste søn får et raserianfald og dræber flere andre mennesker og derefter sig selv. Hans far (Rasmus) slider allerede med arbejdsløshed og alkoholmisbrug og bestemmer sig for at flytte fra byen. Han tager på en jagttur, han har drømt om længe, og undervejs får han hjælp af en eneboer til at forstå fortiden.

## Skuespillere
| skuespiller          | rolle             |
| -------------------- | ----------------- |
| Rasmus Lyberth       | Rasmus            |
| Vivi Nielsen         | Marie             |
| Niels Platou         | Mikael Berthelsen |
| Kenneth Rasmussen    | Simon             |
| Knud Petersen        | Niisi             |
| Laila Rasmussen      | Karina            |
| Agga Olsen           | Magdalene         |
| Nukaka Coster-Waldau |                   |
| Jens Davidsen        | Præst             |
| Henrik Larsen        | VVS Mand          |
| Søren Hauch-Fausbøll | Værtshusgæst      |
| Asger Reher          | politichef        |
| Karina Skands        | pige i telt       |
| Julie Carlsen        | pige i telt       |
| Anda Kristensen      | fjeldgænger       |